# Bibliotheca Hagiographica Latina
Die Bibliotheca Hagiographica Latina, in der Regel BHL abgekürzt, ist ein von den Bollandisten erstelltes gedrucktes Hilfsmittel, das über die verschiedenen Fassungen und die Editionen von Heiligenviten und anderen hagiographischen Texten (Passio, Translatio), die in lateinischer Sprache verfasst sind, unterrichtet. Das Grundwerk erschien 1898–1901. Das Repertorium ist eine wesentliche Ergänzung zu den Acta Sanctorum. In der wissenschaftlichen Literatur ist der Verweis auf die BHL Standard, um die Vielzahl der hagiographischen Texte rasch einordnen zu können.
Ab 1999 wurde unter der Adresse bhlms.fltr.ucl.ac.be eine Datenbank BHLms angeboten, die inzwischen durch Légendiers latins ersetzt wurde.

## Druckausgaben
- Bibliotheca hagiographica latina antiquae et mediae aetatis (= Subsidia Hagiographica, 6). 1898–1901 (reprint 1992), XXXV-1304 S. A–I: Internet Archive. K–Z: Internet Archive.
- Supplementi 1911 Internet Archive
- Bibliotheca hagiographica latina antiquae et mediae aetatis. Novum Supplementum. Edidit H. Fros (= Subsidia Hagiographica, 70). 1986, 961 S.
- Henryk Fros: Inédits non recensés dans la BHL. Sonderausgabe aus Analecta Bollandiana, 102, 1984, S. 163–196, 355–380.